# Praxis mit Meerblick – Neun Leben
Neun Leben ist ein deutscher Fernsehfilm von Franziska Hörisch aus dem Jahr 2025. Es handelt sich um den 25. Film der ARD-Reihe Praxis mit Meerblick mit Tanja Wedhorn als Ärztin Nora Kaminski in der Hauptrolle. Die deutsche Erstausstrahlung erfolgte am 25. April 2025 auf dem ARD-Sendeplatz „Endlich Freitag im Ersten“.

## Handlung
Während Nora Kaminski und Klara Jensen Franziska Jäger, die ausgelassen gut gelaunt ist, was Nora skeptisch beobachtet, im Hafencafé unterstützen, taucht plötzlich der Großvater von Klara – Stararchitekt Professor Richard Jensen – dort auf. Er findet natürlich gleich, dass die Serviererei für Klara kein Job ist und offeriert ihr, die Reise nach Neuseeland zu schenken. Das Bauprojekt von Max Jensen erleidet immer mehr Schiffbruch, da die Gelder weiter gekürzt wurden. Er ist deswegen verzweifelt, als auch noch seine Projektassistentin Amelie auftaucht. Als Nora sich mit dem selbstverliebten Professor Jensen anlegt, der kein gutes Haar an seinem Sohn und ihr lässt, merkt sie nicht, wie Max wegen Selbstzweifel fast untergeht. Er flüchtet sich deswegen in einen One-Night-Stand mit Amelie, die als einzige noch moralische Unterstützung geboten hat. Am nächsten Morgen bereut er aber bereits, was er getan hat, findet aber den Mut nicht, Nora über seine Entgleisung zu informieren.
Die Tochter von Tierpräparator Gunnar Kruse spricht bei Nora in der Praxis vor und bittet sie, sich um die Gesundheit des störrischen Manns, der an einem seltsamen Husten leidet, zu kümmern. Als er dann ins Krankenhaus eingeliefert wird, stellt man fest, dass er ein lebensbedrohliches Aneurysma im Brustkorb hat. Ein lebensrettender chirurgischer Eingriff muss verschoben werden, weil eine rätselhafte Infektion den Patienten empfindlich schwächt. Bis Nora mit Unterstützung von Dr. Maja Pirsich herausfindet, dass er sich an einem toten Tier, das ihm zur Präparation übergeben wurde, infiziert hat, vergeht wertvolle Zeit. Schließlich kann die helfende Behandlung gestartet und danach die OP über die Bühne gebracht werden. Danach kann seine Tochter Almut beruhigt ihr Studium in Freiburg aufnehmen. Sie verlässt die Insel Rügen zusammen mit Klara, die ihren Trip startet.

## Produktionsnotizen
Die Dreharbeiten für Neun Leben erstreckten sich zeitgleich mit der nachfolgenden Episode Romeo & Julia vom 27. August bis zum 25. Oktober 2024. Die Produktion erfolgte durch die Real Film Berlin. Als Schauplätze dienten die Insel Rügen und die deutsche Landeshauptstadt Berlin.

## Rezeption

### Einschaltquote
Die Erstausstrahlung am 25. April 2025 im Ersten wurde von 3,71 Millionen Zuschauern gesehen, was einem Marktanteil von 15,7 % entspricht.

### Kritik
Die Kritiker der Fernsehzeitschrift TV Spielfilm zeigten mit dem Daumen nach oben und fassten den Film mit den Worten „Auch an dieser Folge gibt’s fast nix zu rügen“ zusammen.